# Фисция западноамериканская
Фисция западноамериканская (лат. Physcia occidentalis)  — вид лишайников рода Фисция (Physcia) семейства Фисциевые (Physciaceae).

## Описание
Слоевище листоватое. Размножается посредством фрагментации, главным образом за счёт образования бластидий.

## Среда обитания и распространение
Облигатный эпилит.
Распространён от Британской Колумбии до Калифорнии, а также в штате Колорадо, главным образом в лесах.